# ماركوس نيو
ماركوس نيو (بالألمانية: Markus Naewie) مواليد 7 يناير 1970 في بريمن، ألمانيا الغربية، هو لاعب كرة مضرب ألماني سابق بدأ مسيرته كمحترف سنة 1990 وكان يلعب باليد اليمنى. أعلى تصنيف له في الفردي كان المركز الـ 70 في سنة 1992. أعلى تصنيف له في الزوجي كان المركز الـ 147 في سنة 1992.

## النهائيات

### الفردي: (2)
| الرقم | السنة | الدورة         | الأرضية | المنافس في النهائي | النتيجة في النهائي |
| ----- | ----- | -------------- | ------- | ------------------ | ------------------ |
| 1.    | 1991  | نيون, سويسرا   | ترابية  | فلاديمير جابريشيدز | 6–3, 7–5           |
| 2.    | 1993  | أكادير, المغرب | ترابية  | مارتن جايت         | 6–2, 7–5           |

## روابط خارجية
- ماركوس نيو على موقع رابطة محترفي التنس (الإنجليزية)
- ماركوس نيو على موقع الاتحاد الدولي لكرة المضرب (الإنجليزية)
- ماركوس نيو على موقع خلاصة التنس.كوم (الإنجليزية)